# Financial Stability Board

Logo des FSB

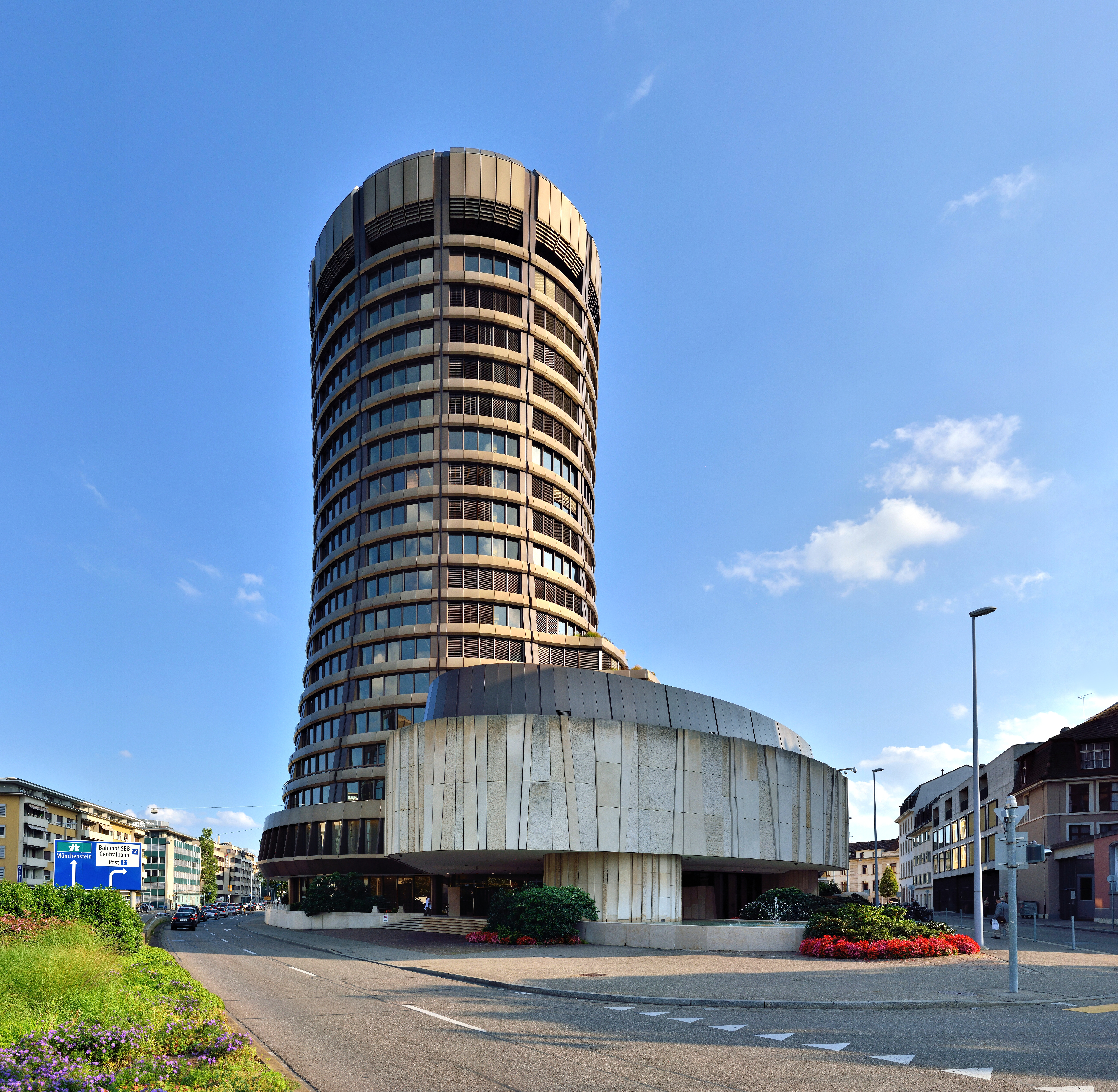
Hauptsitz des BIZ in Basel

Das Secretariat to the Financial Stability Board Bank for International Settlements (kurz Financial Stability Board, FSB), im deutschsprachigen Raum auch als Finanzstabilitätsrat bezeichnet, ist eine internationale Organisation, die das globale Finanzsystem überwacht und Empfehlungen ausspricht. Es ist auf dem Gipfel der Gruppe der zwanzig wichtigsten Industrie- und Schwellenländer (G20) im April 2009 in London als Nachfolger des Financial Stability Forum eingerichtet worden. Das FSB hat seinen Sitz bei der Bank für internationalen Zahlungsausgleich (BIZ) in Basel in der Schweiz. Neben Institutionen aus den G20-Staaten sind internationale Einrichtungen wie die Weltbank, die Europäische Zentralbank und die Europäische Kommission Mitglied.

## Aufgaben
Die Aufgaben des FSB umfassen:
- Die Beurteilung von Gefährdungen des Finanzsystems sowie die Ausarbeitung von Maßnahmen dagegen.
- Die Förderung der Kooperation und des Informationsaustausches zwischen Institutionen, die für die finanzielle Stabilität verantwortlich sind.
- Regelung der Vergabe der LEI durch Global Legal Entity Identifier Foundation GLEIF.
- Überwachung von und Beratung zu Marktentwicklungen und deren Einfluss auf Regulierungsmaßnahmen.
- Überwachung von und Beratung zur Best Practice bei den Regulationsstandards.
- Durchführung gemeinsamer strategischer Studien über die Entwicklung der Politiken internationaler Standards setzender Institutionen, um sicherzustellen, dass deren Arbeit fristgerecht, koordiniert, nach Prioritäten und auf Lücken ausgerichtet ist.
- Festlegung von Richtlinien und Unterstützung bei der Einrichtung von Überwachungsgremien.
- Ausarbeitung von Risikoplänen für finanzielle Krisen insbesondere in Hinblick auf systemisch relevante Unternehmen.
- Zusammenarbeit mit dem Internationalen Währungsfonds bei der Einführung eines Frühwarnsystems.

## Organisation
Die Organisation ist durch eine Satzung (Financial Stability Board Charter) festgelegt. Das FSB tritt zweimal im Jahr sowie bei Bedarf zusammen. Darüber hinaus finden Regionalkonferenzen statt, an denen auch Nichtmitglieder teilnehmen. Zwischen den Sitzungen wird das FSB durch einen Vorsitzenden und ein ihm zugeordnetes Sekretariat geleitet. Entscheidungen finden im Plenum der Mitglieder statt. Ein wesentlicher Teil der Arbeit des FSB ist die Veröffentlichung von Studien und Empfehlungen. Diese sind auf der Website des FSB der Öffentlichkeit zugänglich.

## Vorsitzende des FSB
- Mario Draghi (2009–2011), ab November 2011 Präsident der Europäischen Zentralbank und bis 2011 Präsident der italienischen Nationalbank.
- Mark Carney (2011–2018), seit 2008 Direktor der Bank of Canada, vom 1. Juli 2013 bis 15. März 2020 Gouverneur der Bank of England.
- Randal K. Quarles (2018–), ab Oktober 2017 Governor and Vice Chairman for Supervision, US Federal Reserve

## Veröffentlichungen
Das FSB gibt unter anderen regelmäßig folgende Publikationen heraus:
- seit 2011: List of Global Systemically Important Banks (G-SIBs) – Liste global systemrelevanter Banken
- seit 2013: List of Global Systemically Important Insurers (G-SIIs) – Liste global systemrelevanter Versicherungsunternehmen